# 1913 en Bretagne
 Chronologie de la Bretagne
- 1909
- 1910
- 1911
- 1912
- 1913
- 1914
- 1915
- 1916
- 1917

Cette page recense des événements qui se sont produits durant l'année 1913 en Bretagne.

## Société

### Faits sociétaux
- 10 juin : Le briochin Marcel Brindejonc des Moulinais relie pour la première fois les capitales européennes en avion[1].

### Naissance
- 18 février : Auguste Montfort, dit Auguste Le Breton, écrivain, auteur notamment de la série des Rififi[2].

- 30 octobre : Joseph Lemarchand, dit Jean Sulivan, prêtre et romancier, directeur des collections Voies ouvertes aux éditions Gallimard[1].

- 14 novembre à Brest : Roger Crespin, mort le 8 avril 2008, homme politique français.

## Culture

### Langue bretonne
- Erwan Berthou devient grand druide du Gorsedd des bardes[1].

### Littérature
- Musiques bretonnes, ouvrage regroupant 432 chansons, de Maurice Duhamel[1].
- Le Peuple de la mer de Marc Elder reçoit le prix Goncourt[1].
- Revue Brug (« Bruyère ») lancée par Émile Masson[1].

### Cinéma
- Ouverture des premières salles de cinéma à Quimper[3].

## Infrastructures

### Constructions
- 21 avril : Lancement du cuirassé Bretagne à Brest[1].